# Jürgen Mossack
Jürgen Mossack (Fürth, 20 de marzo de 1948) es un abogado alemán, socio del bufete Mossack Fonseca. Su firma se hizo mundialmente conocida a través de la publicación del escándalo denominado Panama Papers, el cual mostró las actividades de la economía financiera offshore. El bufete de abogados apoyó a más de 14 000 clientes en la fundación de 214 000 firmas en 21 paraísos fiscales.

## Biografía
Mossack es el hijo de padres alemanes. Su padre era ingeniero mecánico, su madre vendedora. Según las informaciones de la ICIJ, su padre era miembro de la Waffen-SS y se habría ofrecido más tarde como espía del servicio de inteligencia de EE. UU. CIA.
A comienzos de los años 1960, Jürgen Mossack, siendo un niño, emigró de Alemania junto a sus padres hacia Panamá. En ese país fue a la escuela y luego estudió Derecho en la Universidad Católica Santa María La Antigua en Panamá. La familia de Mossack regresó a Alemania en los años 1970.
Tras su examen de grado en 1973, trabajó en bufetes de abogados en Panamá y Londres, hasta que en 1977 fundó su propio bufete en la capital panameña, empresa denominada Jürgen Mossack Lawfirm. El bufete de Mossack se especializó en «firmas de papel». En 1986, en conjunto con el abogado y escritor panameño Ramón Fonseca Mora, fundó la empresa Mossack Fonseca. Hasta 2015, Fonseca era el abogado consultor del jefe de Estado, Juan Carlos Varela.
Mossack es miembro de la International Bar Association (IBA), Society of Trust and Estate Practitioners, Panama Bar Association e International Maritime Association. Es coautor del libro Eigentumsvorbehalt und Sicherungsübertragung im Ausland publicado en 1980 por la editorial Deutschen Fachverlag. El libro se publicó inicialmente «por razones de discreción omitiendo la mención de los autores».
El 10 de febrero de 2017 fue detenido provisionalmente junto con Ramón Fonseca Mora, debido a investigaciones al bufete de abogados Mossack Fonseca, que quedó incluido dentro de la Operación Lava Jato en Brasil. Ambos abogados están siendo investigados por las autoridades judiciales panameñas por blanqueo de capitales, sin embargo, el 21 de abril de 2017 se les concedió una fianza de excarcelación por medio millón de balboas y cambio de medida a impedimento de salida del país sin autorización judicial, hasta concluir las investigaciones.
Jürgen Mossack y Ramón Fonseca están siendo juzgados desde el pasado 26 de junio de 2023 en un tribunal en Ciudad de Panamá por presunto blanqueo de capitales. La fiscalía ha pedido para ellos hasta 12 años de cárcel por ocultar activos vinculados al caso "Lava Jato". Además, solicitó condenas para otras 26 personas y la absolución de otros cuatro imputados.

## Panama Papers
El 3 de abril de 2016 distintos medios internacionales, en cooperación con el Consorcio Internacional de Periodistas de Investigación, publicaron una serie de artículos titulada Panama Papers sobre clientes a los que el bufete de abogados Mossack Fonseca ayudó en la fundación de empresas y los constructos financieros de algunos clientes en relación con paraísos fiscales. Los artículos se basaron una colección de datos del bufete a la que tuvo acceso el periódico Süddeutsche Zeitung a través de un alertador e investigaciones adicionales. El bufete rechazó las acusaciones, según las cuales habría colaborado en lavado de dinero y evasión tributaria, en una entrevista de televisión. En ella, calificó la transmisión de documentos internos como hackeo y delito.